# Krypton (fikcyjna planeta)

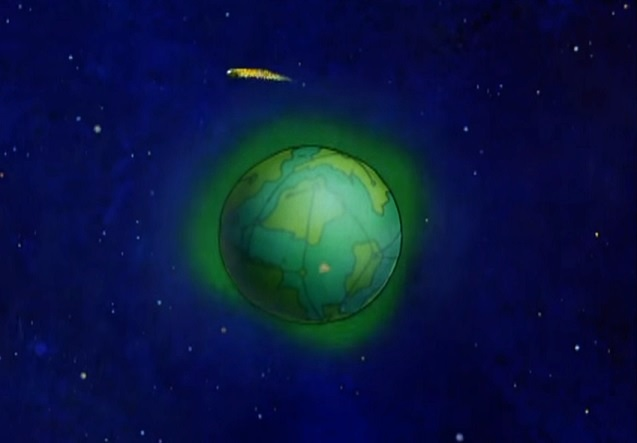
Superman opuszcza planetę Krypton, kadr z filmu Superman (1941)

Krypton −  fikcyjna planeta, znana z komiksów wydawanych przez DC Comics, oraz wszelkich adaptacji związanych z postacią Supermana. Został stworzony przez Joe Shustera i Jerry'ego Siegela, po raz pierwszy została wspomniana w komiksie Action Comics vol. 1 #1 (czerwiec 1938 roku), natomiast pierwszy raz w pełni została pokazana w komiksie Superman vol. 1 #1 (lato 1939). Nazwa planety została zaczerpnięta od kryptonu (Kr) – pierwiastka chemicznego, z grupy helowców w układzie okresowym, odkrytego 40 lat wcześniej (1898). Inspirująca dla twórców komiksu była enigmatyczna nazwa (gr. kryptos − ukryty). Pojawiła się we wszystkich adaptacjach komiksów o Supermanie.
Krążyła wokół czerwonego słońca o nazwie Rao (w zależności od publikacji, bądź adaptacji będącym albo czerwonym karłem, albo też czerwonym olbrzymem). Krypton był planetą zamieszkaną przez wysoce zaawansowaną technicznie rasę Kryptonian. W wyniku reakcji łańcuchowej w niestabilnym uranowym jądrze uległa ona całkowitej destrukcji. W wyniku wybuchu wszyscy jej mieszkańcy zginęli, prócz kilku ocalałych, w tym chłopca o imieniu Kal-El, którego uratował ojciec Jor-El wysyłając go tuż przed eksplozją statkiem, w przestrzeń kosmiczną. Kal-El ostatecznie dotarł na Ziemię, gdzie zamieszkał jako Clark Kent, a po uświadomieniu sobie swoich nadzwyczajnych zdolności ujawniał się jako Superman.
W 2012 na życzenie wydawnictwa DC, amerykański astrofizyk i dyrektor planetarium Haydena − Neil deGrasse Tyson, wskazał rzeczywiste położenie planety Krypton, gdyby taka istniała w rzeczywistości. Według naukowca planeta ma znajdować się 27,1 lat świetlnych od Ziemi w południowej konstelacji Kruka. Krypton okrąża czerwonego karła oznaczonego numerem LHS 2520, który jest mniejszy i chłodniejszy od Słońca. Można ją zaobserwować na dokładnej lokacji 12 godzin, 10 minut, 05.60 sekund i deklinacji 15 stopni, 04′ 15.66. Wzmianka o tym odkryciu została podana w komiksie Action Comics vol. 2 #14, w którym gościnnie wystąpił Neil deGrasse Tyson.